# Folclorul coregrafic românesc
Folclorul coregrafic românesc (identificat și ca dansul folcloric românesc sau, la plural, dansuri populare românești ori jocuri populare românești) adună toate manifestările privitoare la dans produse de cultura spirituală populară la români. Sincretismul foarte puternic al folclorului românesc în general determină o relație de interdependență între dansul popular și muzică (tot odată cu aceasta, și cu textul literar scandat sau cântat). Dansul folcloric nu poate fi conceput în lipsa cuplului muzică-text, cele două asigurându-i ritmul caracteristic și tematica, prin care cercetătorii deduc funcționalitatea unui dans (ritualul căruia îi este atașat și importanța în contextul respectiv).
Caracterul sincretic al folclorului mai poate fi urmărit și la alte popoare (un studiu comparativ util ar presupune diferențierea contextelor de dans la români față de națiunile vecine); totuși, în multe cazuri, interrelaționarea celor trei tipuri de folclor este mai puțin fidelă sau simplificată. Vestul european atestă multe culturi unde dansului îi este suficientă muzica fără text (instrumentală), iar în lume există culturi unde dansul este acompaniat doar de scandări sau recitări rituale. Cu toate că asemenea cazuri există și în folclorul românesc, generalitatea corespunde relației complete (text-muzică-dans).
Școala românească de folcloristică a debutat în secolul XIX și a studiat mai întâi, înainte de impunerea unei metodologii științifice (începutul secolului XX), folclorul literar și muzical. Folclorul coregrafic a căpătat interesul cercetătorilor abia după formarea unei școli de dans românești și corelarea ei cu tradiția atestată prin folclor.
În 1969, maestrul emerit Theodor Vasilescu a publicat un sistem de notare grafică a dansului
popular, recunoscut la nivel internațional. 